# Josef Rublič
Josef Rublič, češki hokejist, * 4. avgust 1891, Město Hořice, Avstro-Ogrska, † ?.
Rublič je za češko (bohemsko) reprezentanco nastopil na dveh Evropskeih prvenstvih, na katerih je osvojil po eno zlato in srebrno medaljo. 